# Spirit of St. Louis
Spirit of St. Louis (El Espíritu de San Luis) es el nombre del aeroplano con el que el piloto Charles Lindbergh cruzó el Atlántico en el primer vuelo en solitario sin escalas de Nueva York a París en mayo de 1927. Aunque sea conocido como el primer vuelo que atravesó el Atlántico, la realidad es que ya en 1922, los portugueses Gago Coutinho y Sacadura Cabral, habían hecho la ruta Lisboa-Río de Janeiro en un accidentado raid en el que utilizaron tres aeronaves. Cuatro años más tarde, en 1926 el español Ramón Franco realizó un vuelo con escalas entre Palos de la Frontera y Buenos Aires, a bordo del Plus Ultra junto a otros tres tripulantes.

## Historia
El avión fue fabricado en San Diego, California. Los industriales que financiaron el vuelo transatlántico eran hombres de Saint Louis, por lo que se le dio al avión el nombre de esa ciudad. Lindbergh participó en el diseño y en la construcción del aparato, modelo Ryan NYP (una adaptación del Ryan M-2), siendo un proyecto de Donald Hall. En sólo dos meses había terminado la fabricación del Spirit of St. Louis. Se trataba de un avión con alas de implantación alta, con estructura de madera. El fuselaje era de tubos de acero, y el revestimiento exterior era de tela.

## Características
Contrariamente a los aviones de los competidores de Lindbergh, su avión era un monomotor equipado con un Wright Whirlwind J-5C de 223 C.V. Lindbergh opinaba que era mejor disponer de un solo motor, ya que a un avión con carga máxima un segundo motor tampoco podría mantenerlo en el aire si fallaba el primero. Además, un avión con dos o tres motores era más propenso a tener fallos en alguno de ellos. 
El depósito de combustible principal quedó alojado delante del puesto de mando, por razones de centrado del peso, como en todos los aviones, es decir que independientemente de la cantidad de combustible restante la posición del centro de gravedad no varía. De esta forma, al aumentar su capacidad al máximo, Lindbergh sacrificó la visibilidad hacia adelante, la cual quedó reducida a lo que podía ver a través de un periscopio que tenía delante. La capacidad total de combustible fue de 1.705 L, lo que significó un peso superior a la mitad del peso total del avión, que fue de 2.380 kg.
El avión fue diseñado en todas sus piezas de forma que ofreciese la mínima resistencia al aire y que su peso fuese también lo más bajo posible. Para ello se prescindió de numerosos elementos que en otros aviones eran usuales, como, por ejemplo, el instrumento indicador del nivel de combustible y el aparato de radio. Incluso el asiento del piloto fue sustituido por una ligera silla de mimbre.

## Viaje
Despegue: de San Diego en vuelo hacia Nueva York.
Durante este trayecto bate un récord de velocidad. 
El 20 de mayo de 1927 salió de un campo de aviación en Nueva York, Roosevelt Field, en dirección a París. Allí llegó 33 h y 32 min más tarde, a las 10:22, aterrizando en el aeródromo de Le Bourget, donde fue recibido con un enorme entusiasmo por miles de personas. Lindbergh había volado sin interrupción 3.600 millas.

## Ubicación
Después de volar a Bélgica y Reino Unido, el Spirit of St. Louis viajó de vuelta a Estados Unidos en el crucero de guerra USS Memphis (CL-13) (junio 1927). Tras los festejos y numerosos vuelos promocionales por Estados Unidos, Centroamérica, Colombia y Venezuela y finalmente el Caribe, fue entregado al Instituto Smithsoniano para su conservación el 30 de abril de 1928. 
El Spirit of St. Louis se encuentra actualmente expuesto en el Museo del Aire y del Espacio, Washington D. C., EE. UU. Numerosas copias se han hecho a lo largo de la historia para vuelos conmemorativos y para exhibición en museos.